# Eil Malk
Eil Malk of Mecherchar is het hoofdeiland van de Mecherchar-eilanden, een eilandengroep van Palau in de Stille Oceaan. In engere zin wordt alleen het zuidoostelijke schiereiland Mecherchar Eil Malk genoemd.

## Geografie
Eil Malk ligt 23 kilometer ten zuidwesten van Koror nabij het randrif van Palau. Het buureiland is Ngeruktabel.
Het dichtbeboste eiland heeft de vorm van een letter Y, is maximaal 6 km lang en 4,5 kilometer breed. Er zijn meer dan 10 kleine meren op het eiland. Het bekendst is Jellyfish Lake in het oosten van het eiland.
Eil Malk is onbewoond, maar er is in de periode tussen 1200 en 1450 minstens één dorp geweest, misschien drie dorpen.